# Napad na bank (singel)
Napad na bank – singel Ekipy Friza oraz piosenkarki Roksany Węgiel z albumu studyjnego Sezon 3. Został wydany 26 czerwca 2021 roku. Autorami tekstu są Cleo, B.R.O, Tromba i Marcysia Ryskala.
Nagranie otrzymało w Polsce status dwukrotnie platynowej płyty.
Singel miał ponad 24 milionów wyświetleń w serwisie YouTube (2023) oraz ponad 7 milionów odsłuchań w serwisie Spotify (2023).

## Nagrywanie
Utwór został wyprodukowany przez Donatana. Za mix/mastering utworu odpowiada Jarosław „JARO” Baran.

## Teledysk
Teledysk przedstawia uzbrojonych członków zespołu dokonujących napadu na bank. Zdjęcia do teledysku realizowano w Centrum Pieniądza NBP im. Sławomira S. Skrzypka.

## Certyfikaty
| Kraj          | Certyfikat         |
| ------------- | ------------------ |
| Polska (ZPAV) | 2x platynowa płyta |